# Dorothy Perkins
'Dorothy Perkins' est un cultivar de rosier grimpant obtenu en 1901 par les rosiéristes américains Albert Jackson et Charles Perkins,. Il s'agit d'un hybride de Rosa wichuraiana toujours fort prisé dans de nombreux pays du monde par ses multiples pompons rose vif et son parfum.

## Description
Son buisson grimpant au feuillage vert foncé atteint de 300 cm à 600 cm. Ses petites fleurs rose vif à rose saumon fleurissent en multiples pompons en coupe de 26 à 40 pétales. La floraison de ce rosier dure de quatre à six semaines dès le mois de juin.
'Dorothy Perkins' est un grimpant très vigoureux qui supporte les hivers très froids (zone de rusticité de 4b à 9b). Il doit être traité contre l'oïdium et il craint la sécheresse et le soleil brûlant. Il se bouture très facilement. Il est parfait conduit en pleureur, ainsi que pour les arcs, les tonnelles et les pergolas.
Il est issu de Rosa wichuraiana x 'Madame Gabriel Luizet' (hybride remontant, Liabaud 1877).

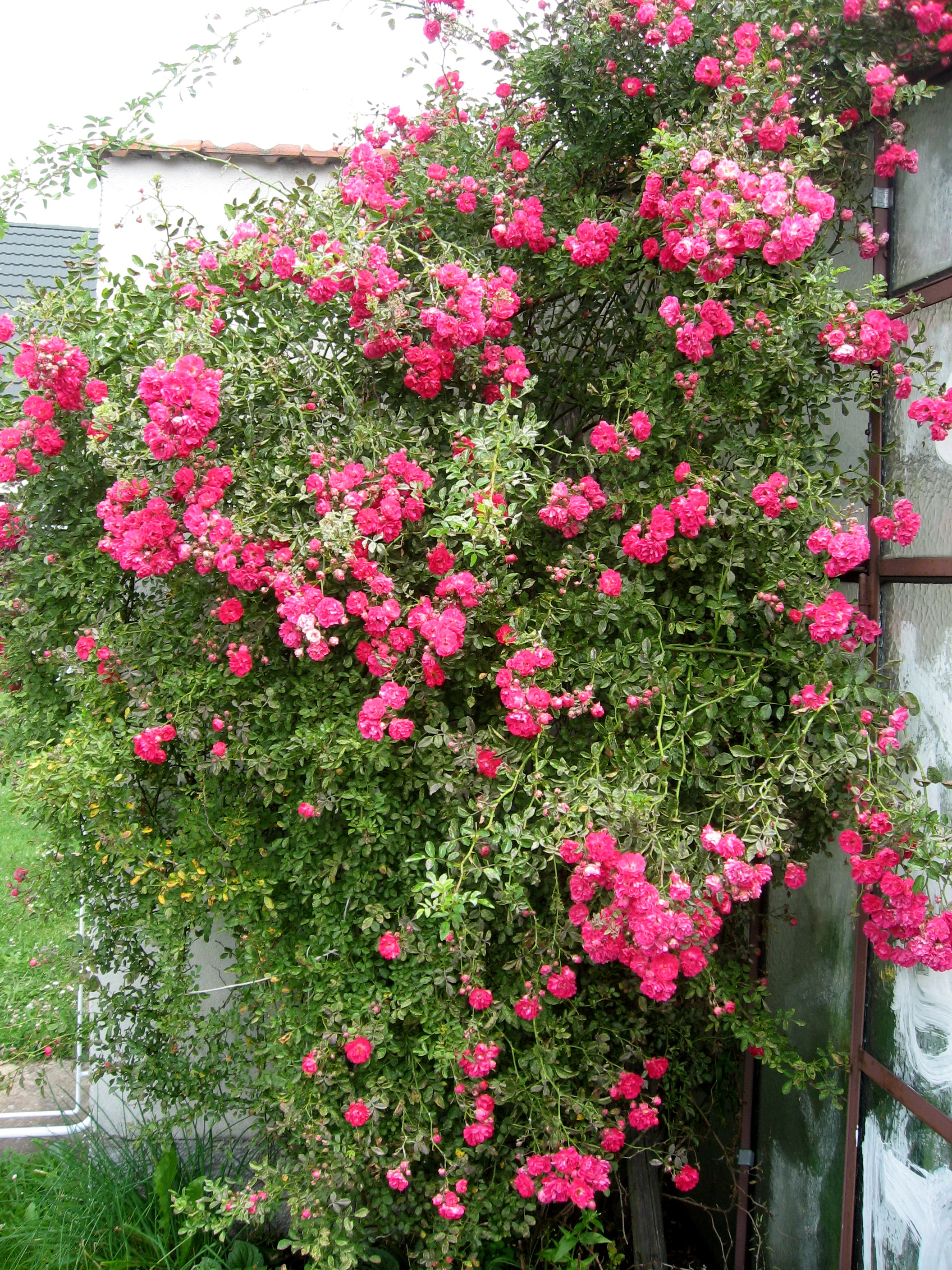
Rosier 'Dorothy Perkins' en République tchèque.

## Descendance

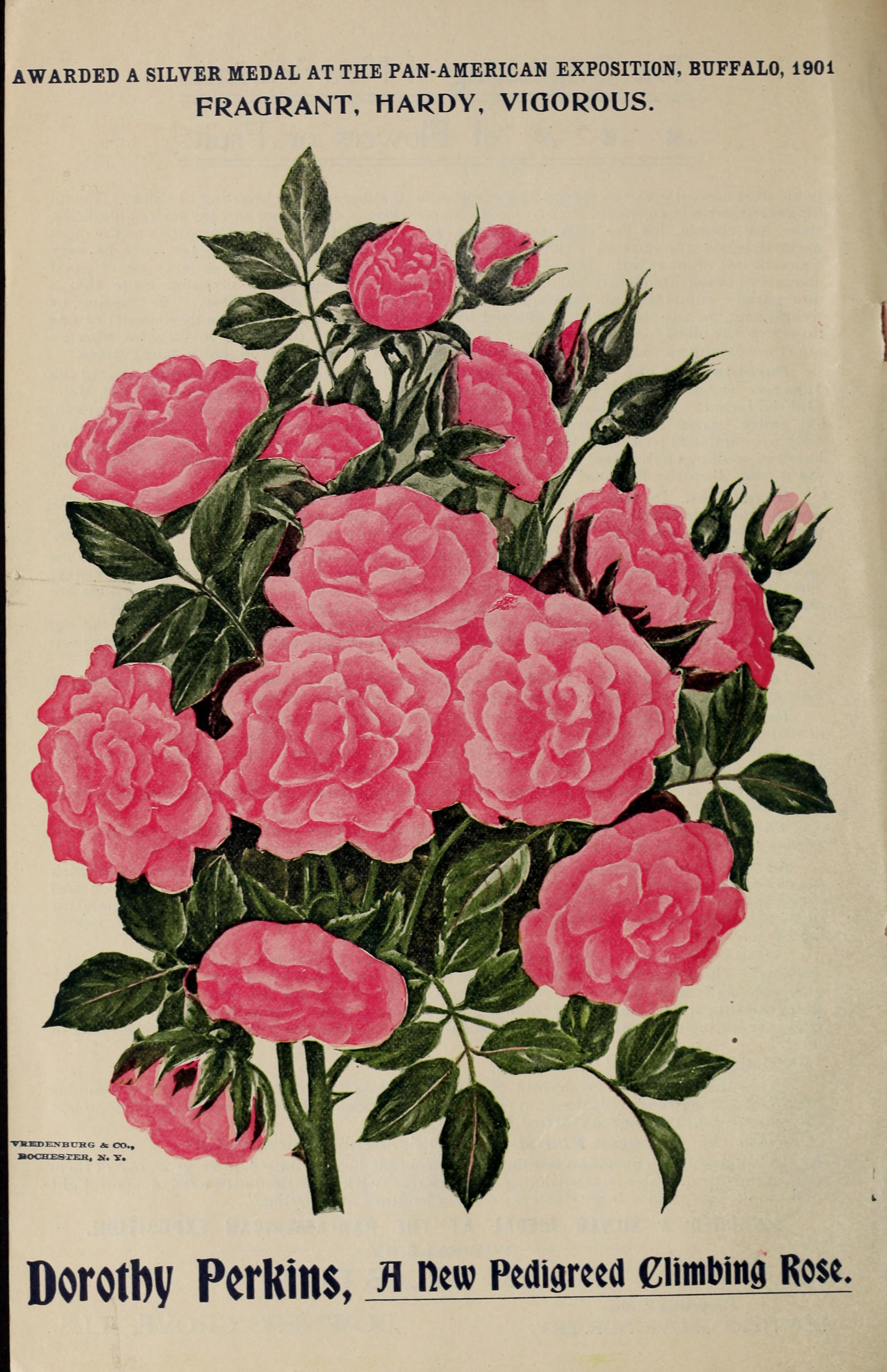
'Dorothy Perkins' dans un catalogue américain de 1902.

'Dorothy Perkins' a donné naissance à plusieurs variétés dont :
- 'Fragezeichen', Böttner 1910, par croisement avec 'Marie Baumann'
- 'Ellen Poulsen, Poulsen 1911, par croisement avec 'Madame Norbert Levavasseur'
- 'Pozdrav v Prohunic', Zeman 1928, par croisement avec 'Gruß an Teplitz'
- 'Johanna Röpcke', Tantau 1931, par croisement avec 'Ophelia'
- 'City of York', Tantau 1939, par croisement avec 'Professor Gnau'
- 'Super Dorothy', Hetzel 1986, par croisement avec un semis non révélé

Il a donné aussi des sports :
- 'White Dorothy Perkins', Cant 1908
- 'Christian Curle', Cocker 1909